# Morpeth Castle
Morpeth Castle er en middelalderbygning, der ligger i Morpeth, Northumberland, i England.
Den oprindelige motte and bailey stammer fra 1000-tallet, hvor den blev opført på en bakketop med udsigt over floden Wansbeck, men den blev ødelagt af kong Johan uden Land i 1216. Der blev opført en ny borg på baileyen i 1340'erne, men kun en lille del af denne bygning er bevaret; kun dele af ringmuren samt portbygningen, som er blevet kraftigt ombygget.
I 1516 boede Margaret Tudor, søster til Henrik 8. af England og James 4. af Skotlands enke, her i 4 måneder da hun flygtede fra sine fjender i Skotland og søgte tilflugt hos sin bror. Den eneste gang borgen var i brug militært var i 1644, hvor en garnison på 500 mand fra Skotlands lavland holdt den for rundhovederne i 20 dage mod 2700 kavalerer.
Den er blevet restaureret af Landmark Trust og det er nu muligt at leje den som ferielejlighed. Det er et Scheduled Ancient Monument og listed building af første grad.